# Metropolia Konakry
Metropolia Konakry – jedyna metropolia kościoła rzymskokatolickiego na terytorium Gwinei, obejmująca obszar całego kraju. Została ustanowiona 14 września 1955.

## Diecezje
- Archidiecezja Konakry
  - Diecezja Boké
  - Diecezja Guéckédou
  - Diecezja Kankan
  - Diecezja N’Zérékoré

## Metropolici
- Gérard de Milleville (1955-1962)
- Raymond Marie Tchidimbo (1962-1979)
- Robert Sarah (1979-2001)
- Vincent Coulibaly (od 2003)